# Lamprotornis chalcurus
Lamprotornis chalcurus là một loài chim trong họ Sturnidae.